# The Lemon Day
El "The Lemon Day" és un festival gratuït de música independent que se celebra al municipi de Capellades a finals de juny o principis de juliol. El grup promotor és l'Associació d'Amics del Rock’n'Roll i Una Mica de Pop de Capellades (AARRUMPC). Al llarg de les seves edicions hi han actuat bandes locals i internacionals, sempre amb la finalitat d'apropar nous estils musicals a la població i a la comarca de l'Anoia. La primera edició va ser l'any 2005, i des del 2007 s'ubica al Parc de la Font Cuitora. El 2015 va anunciar l'última edició, però pel 2019 el festival ha anunciat el seu retorn.

## Edicions
- 2005 (23 de juliol): amb Nueva Vulcano, Ambar Pool i Palmute, al pati de la Societat La Lliga, a Capellades.
- 2007 (7 de juliol): van actuar Nisei, Pomez, Daniel Ardura, Melody Nelson, Segals, Hule, Hipnosis Kardiaka i Paul is Dead
- 2008 (5 de juliol): va comptar amb Cataplausia, Nueva Vulcano, Virüs, Ambar Pool, Alado Sincera, Polandsonora, Songstore, Chemical Cusins i Arckh
- 2009 (4 de juliol): amb les actuacions de Moya Kalongo, Furguson, Tom Cary, Unborn, Anímic, Sedaiós, Elvira, Dj Santisan, Chemical Cusins
- 2010 (10 de juliol): Me and the Bees, Joan Colomo, Pal, Borrokan, Nueva Vulcano, Two Dead Cats, Pony Bravo, Lasers i Chemical Cusins
- 2011(9 de juliol): amb Mursego, Fajardo, Dúo Cobra, Parmesano, Margarita, Fordamage, Za!, Fiera i Chemical Cusins.
- 2012 (7 de juliol): amb Marina Gallardo, Senior i el Cor Brutal, Ainara LeGardon, Aina, Lisabö, Betunizer, Chemical Cusins i Dj Santisan.[3]
- 2013 (6 de juliol): van actuar Joaquín Pascual, Juli Bustamante, Fred i Son, El Petit de Cal Eril, Mazes, Shield your Eyes, Za!, Jupiter Lion, The Suicide of Western Culture i Crocanti.
- 2014 (5 de juliol): van actuar Alberto Montero, Crocanti, Eh!, Desert, Dos Piedras, Isasa, Negro, No More Lies, Picore i We Love Dolce Vita
- 2015 (4 de juliol): amb les actuacions de Joan Colomo, Ainara LeGardon, Betunizer, Mursego, Cataplàusia, Nueva Vulcano, Pony Bravo, Za!, Parmesano, i Chemical Cusins.
- 2019 (29 de juny): comptarà amb Hidrogenesse, The Unfinished Sympathy, Me and the bees, Joan Colomo, L'hereu escampa, vàlius, DobleCapa, Sandré i Chemical Cusins.

## Altres esdeveniments
The Lemon Day organitza un vermut el mes d'agost, dintre de la programació de la festa major de Capellades, i un altre amb motiu del Mercat Figueter de Capellades. Per aquests concerts hi han passat El Petit de Cal Eril, Renaldo & Clara, Ferran Palau, Meconio, Da Souza, vàlius i Beach Beach, entre molts d'altres.